# 吉田文吾
吉田 文吾（よしだ ぶんご）は、人形浄瑠璃の人形遣い。

## 初代
のちの2代目吉田文三郎。
初代吉田文三郎の子。弟に2代目文吾。

## 2代目
（ - 1789年）
初代文三郎の子で初代の弟。
1755年に大三郎の名で竹本座が初舞台。1759年に父とともに竹本座を退座。翌年の1760年に復座、1762年に江戸薩摩外記座で2代目文吾を襲名。1770年に帰坂、1781年の「闇の礫」白大上上吉が評判となる。1789年死去とも。
上記のほかに「毛谷村」六助、「夏祭り」三婦などが評判になった。

## 3代目
（1773年 - 1827年8月25日）
2代目吉田文三郎の門下。はじめ菊竹右蔵、筑竹右蔵、吉田右蔵（右造とも）、1771年に豊竹座で立者、1804年に3代目文吾を襲名。1807年に3代目吉田三郎兵衛になったが、翌年の1808年に再び吉田文吾になる。1810年には江戸に出る

## 4代目
（生没年不詳）
3代目文吾の門下。天保元年に4代目文吾を襲名。後に引退。

## 5代目
（1934年5月3日 - 2008年1月16日）本名は高橋輝雄。
大阪府守口市出身。
1951年10月に2代目吉田玉五郎に入門し小玉。1952年3月の「新吉原揚屋」の秀が初舞台。
1982年1月に「太功記・十段目」の光秀で5代目文吾を襲名。
元妻はイーデス・ハンソン（1963年結婚、1965年離婚）。
若手～中堅のリーダー格として後進の育成や、文楽を身近に感じてもらうためのイベント『京阪文楽』、『ロック曽根崎心中』(音楽 ダウンタウンブギウギバンド)などを企画・プロデュースする事に尽力・貢献した。また、広島市の銘菓『川通り餅』のCMに出演。テレビで放送された期間も長く広島バスセンターの待合室にあるモニターでもCMが流されていた時期もあった。